# اقتصاد جنوب إفريقيا
يعد اقتصاد جنوب إفريقيا ثاني أكبر اقتصاد في إفريقيا. وهو الاقتصاد الأكثر تصنيعًا وتطورًا وتنوعًا من الناحية التكنولوجية في القارة الإفريقية. وتعد جنوب إفريقيا من البلدان ذات الدخل المتوسط الأعلى، وهي واحدة من ثماني دول فقط في إفريقيا تقع ضمن هذا التصنيف. ومنذ عام 1996، أي بعد إزالة العقوبات الاقتصادية تضاعف الناتج المحلي الإجمالي لجنوب إفريقيا ثلاث مرات تقريبًا ليبلغ ذروته عند 400 مليار دولار في عام 2011 ، لكنه انخفض منذ ذلك الحين إلى ما يقرب من 283 مليار دولار في عام 2020. وفي نفس الفترة ، زادت احتياطيات النقد الأجنبي من 3 مليارات دولار إلى ما يقرب من 50 مليار دولار، مما خلق اقتصادًا متنوعًا مع طبقة وسطى متنامية وكبيرة.
تلعب الشركات المملوكة للدولة في جنوب إفريقيا دورًا مهمًا في اقتصاد البلاد، حيث تمتلك الحكومة حصة في حوالي 700 شركة تشارك في مجموعة واسعة من الصناعات المهمة. وفي عام 2016  كانت التحديات الخمسة الأولى لممارسة الأعمال التجارية في الدولة هي البيروقراطية الحكومية غير الفعالة، ولوائح العمل التقيدية، ونقص العمال المهرة، وعدم الاستقرار السياسي، والفساد. البلد من بين مجموعة العشرين، وهي العضو الأفريقي الوحيد في المجموعة.

## نظرة عامة
بدأ الاقتصاد الرسمي لجنوب إفريقيا مع وصول المستوطنين الهولنديين في عام 1652، الذين أرسلتهم شركة الهند الشرقية الهولندية لإنشاء محطة إمداد للسفن المارة. وفي نهاية القرن الثامن عشر، ضمت البريطانيون المستعمرة. أدى ذلك إلى نشر الزراعة في البلاد. وفي عام 1870 اكتشف الماس في كيمبرلي، بينما في عام 1886 اكتشفت بعض أكبر رواسب الذهب في العالم في منطقة ويتواترسراند في ترانسفال، مما أدى إلى تحويل الاقتصاد إلى اقتصاد يهيمن عليه التعدين.
وبعد الاستقلال سرعان ما بدأت الدولة في وضع قوانين تميز بين الأعراق المختلفة. وفي عام 1948، فاز الحزب الوطني في الانتخابات الوطنية، فبدأ على الفور بتنفيذ سياسات أكثر صرامة قائمة على الفصل العنصري، انتقدت هذه السياسة على نطاق واسع وأدت إلى فرض عقوبات اقتصادية على البلاد في الثمانينيات.
أجرت جنوب أفريقيا أول انتخابات غير عنصرية في عام 1994، تاركةً لحكومة المؤتمر الوطني الإفريقي المنتخبة حديثًا مهمة شاقة لمحاولة استعادة الاقتصاد المتضرر من العقوبات، مع دمج الشريحة السكانية المحرومة.
انخفض معدل التضخم واستقرت المالية العامة واجتذبت الحكومة رأس المال الأجنبي. ومع ذلك، كان النمو لا يزال ضعيفًا. وفي بداية عام 2000، تعهد الرئيس ثابو مبيكي بتعزيز النمو الاقتصادي والاستثمار الأجنبي من خلال تخفيف قوانين العمل، وتسريع وتيرة الخصخصة، ورفع الإنفاق الحكومي وخفض أسعار الفائدة. ولكن واجهت سياساته معارضة قوية. ومن عام 2004 فصاعداً، انتعش النمو الاقتصادي بشكل ملحوظ.
على عكس الأسواق الناشئة الأخرى، عانت جنوب إفريقيا خلال فترة الركود التي حدثت في عام 2008، وقدر معدل النمو المحتمل لجنوب إفريقيا في ظل بيئة السياسة الحالية بنحو 3.5٪. وقدر نمو نصيب الفرد أنه متوسط، على الرغم من تحسنه، حيث نما بنسبة 1.6٪ سنويًا من 1994 إلى 2009 ، وبنسبة 2.2٪ خلال العقد 2000-2009، فإنه منخفض عن النمو العالمي البالغ 3.1٪ خلال نفس الفترة.
تعتبر مستويات البطالة المرتفعة، حيث تزيد عن 25٪، وتعد عدم المساواة من قبل الحكومة من أبرز المشاكل الاقتصادية التي تواجه البلاد. هذه القضايا، وغيرها من القضايا المرتبطة بها أضرت بالاستثمار والنمو، وبالتالي كان لها تأثير سلبي على الاقتصاد.
وفي أبريل 2017، نشأت التوترات السياسية في البلاد بسبب إقالة الرئيس جاكوب زوما لتسعة من أعضاء مجلس الوزراء، بمن فيهم وزير المالية برافين جوردهان. الذي كان يُنظر إليه على أنه عنصر مركزي في جهود إعادة ثقة رأس المال بجنوب أفريقيا. ونتيجة ذلك، خفضت ستاندرد آند بورز التصنيف الائتماني لجنوب إفريقيا إلى وضع غير مرغوب فيه يوم الاثنين 3 أبريل 2017. وحذت وكالة فيتش للتصنيفات حذوها يوم الجمعة 7 أبريل 2017 وخفضت الوضع الائتماني للبلاد إلى درجة الاستثمار الفرعي. وقلت قيمة الراند ب أكثر من 11٪ في الأسبوع بعد الإقالة.

### إحصائيات
يبين الجدول التالي أهم المؤشرات الاقتصادية 1980-2017.
| السنة | الناتج المحلي الإجمالي (بالدولار الأمريكي تعادل القوة الشرائية) | نصيب الفرد (بالدولار الأمريكي تعادل القوة الشرائية) | النمو   | التضخم (بالنسبة المئوية) | البطالة (بالنسبة المئوية) | الدين (نسبة مئوية من الناتج المحلي الإجمالي) |
| ----- | --------------------------------------------------------------- | --------------------------------------------------- | ------- | ------------------------ | ------------------------- | -------------------------------------------- |
| 1980  | 134.7                                                           | 4,631                                               | ▲6.6 %  | 14.2 %                   | 9.2 %                     | غير متوفر                                    |
| 1981  | ▲155.1                                                          | ▲5,200                                              | ▲5.4 %  | 15.3 %                   | 9.8 %                     | غير متوفر                                    |
| 1982  | ▲164.1                                                          | ▲5,362                                              | ▼−0.4 % | 14.4 %                   | 10.8 %                    | غير متوفر                                    |
| 1983  | ▲167.5                                                          | ▼5,331                                              | ▼−1.8 % | 12.5 %                   | 12.5 %                    | غير متوفر                                    |
| 1984  | ▲182.2                                                          | ▲5,658                                              | ▲5.1 %  | 11.3 %                   | 13,7 %                    | غير متوفر                                    |
| 1985  | ▲185.8                                                          | ▼5,634                                              | ▼−1.2 % | 16.4 %                   | 15.5 %                    | غير متوفر                                    |
| 1986  | ▲189.6                                                          | ▼5,620                                              | 0.0 %   | 18.4 %                   | 16.0 %                    | غير متوفر                                    |
| 1987  | ▲198.5                                                          | ▲5,760                                              | ▲2.1 %  | 16.2 %                   | 16.6 %                    | غير متوفر                                    |
| 1988  | ▲214.1                                                          | ▲6,081                                              | ▲4.2 %  | 12.9 %                   | 17.2 %                    | غير متوفر                                    |
| 1989  | ▲227.7                                                          | ▲6,331                                              | ▲2.4 %  | 14.8 %                   | 17.8 %                    | غير متوفر                                    |
| 1990  | ▲235.4                                                          | ▲6,398                                              | ▼−0.3 % | 14.2 %                   | 18.8 %                    | غير متوفر                                    |
| 1991  | ▲240.8                                                          | ▼6,388                                              | ▼−1.0 % | 15.2 %                   | 20.2 %                    | غير متوفر                                    |
| 1992  | ▲241.0                                                          | ▼6,234                                              | ▼−2.1 % | 14.1 %                   | 21.2 %                    | غير متوفر                                    |
| 1993  | ▲249.8                                                          | ▲6,306                                              | ▲1.3 %  | 9.7 %                    | 22.2 %                    | غير متوفر                                    |
| 1994  | ▲263.3                                                          | ▲6,492                                              | ▲3.2 %  | 8.8 %                    | 22.9 %                    | غير متوفر                                    |
| 1995  | ▲277.2                                                          | ▲6,690                                              | ▲3.1 %  | 8.8 %                    | 16.5 %                    | غير متوفر                                    |
| 1996  | ▲294.3                                                          | ▲6,973                                              | ▲4.3 %  | 7.4 %                    | 20.3 %                    | غير متوفر                                    |
| 1997  | ▲307.2                                                          | ▲7,157                                              | ▲2.6 %  | 8.6 %                    | 22.0 %                    | غير متوفر                                    |
| 1998  | ▲312.1                                                          | ▲7,161                                              | ▲0.5 %  | 7.0 %                    | 26.1 %                    | غير متوفر                                    |
| 1999  | ▲324.4                                                          | ▲7,335                                              | ▲2.4 %  | 5.1 %                    | 23.3 %                    | غير متوفر                                    |
| 2000  | ▲345.8                                                          | ▲7,701                                              | ▲4.2 %  | 5.4 %                    | 23.0 %                    | 42.2 %                                       |
| 2001  | ▲363.2                                                          | ▲7,968                                              | ▲2.7 %  | 5.6 %                    | 26.0 %                    | 42.4 %                                       |
| 2002  | ▲382.4                                                          | ▲8,327                                              | ▲3.7 %  | 9.1 %                    | 27.8 %                    | 35.5 %                                       |
| 2003  | ▲401.5                                                          | ▲8,642                                              | ▲2.9 %  | 5.9 %                    | 27.7 %                    | 35.4 %                                       |
| 2004  | ▲431.4                                                          | ▲9,174                                              | ▲4.6 %  | ▲1.4 %                   | 25.2 %                    | 34.4 %                                       |
| 2005  | ▲468.7                                                          | ▲9,847                                              | ▲5.3 %  | ▲3.4 %                   | 24.7 %                    | 33.2 %                                       |
| 2006  | ▲510.2                                                          | ▲10,584                                             | ▲5.6 %  | ▲4.6 %                   | 23.6 %                    | 31.3 %                                       |
| 2007  | ▲551.9                                                          | ▲11,302                                             | ▲5.4 %  | 5.4 %                    | 23.0 %                    | 27.1 %                                       |
| 2008  | ▲580.7                                                          | ▲11,735                                             | ▲3,2 %  | 11.0 %                   | 22.5 %                    | 26.5 %                                       |
| 2009  | ▼576.1                                                          | ▼11,486                                             | ▼−1.5 % | 7.1 %                    | 23.6 %                    | 30.1 %                                       |
| 2010  | ▲600.8                                                          | ▲11,816                                             | ▲3.0 %  | ▲4.3 %                   | 24.9 %                    | 34.7 %                                       |
| 2011  | ▲633.4                                                          | ▲12,281                                             | ▲3.3 %  | ▲5.0 %                   | 24.8 %                    | 38.2 %                                       |
| 2012  | ▲659.3                                                          | ▲12,600                                             | ▲2.3 %  | 5.6 %                    | 24.9 %                    | 41.0 %                                       |
| 2013  | ▲686.6                                                          | ▲12,930                                             | ▲2.5 %  | 5.8 %                    | 24.7 %                    | 44.1 %                                       |
| 2014  | ▲711.8                                                          | ▲13,204                                             | ▲1.8 %  | 6.1 %                    | 25.1 %                    | 46.7 %                                       |
| 2015  | ▲728.8                                                          | ▲13,311                                             | ▲1.3 %  | ▲4.6 %                   | 25.4 %                    | 49.3 %                                       |
| 2016  | ▲742.2                                                          | ▲13,345                                             | ▲0.6 %  | 6.3 %                    | 26.7 %                    | 51.6 %                                       |
| 2017  | ▲765.6                                                          | ▲13,544                                             | ▲1.3 %  | 5.3 %                    | 27.5 %                    | 52.7 %                                       |

يوضح هذا الرسم البياني اتجاه الناتج المحلي الإجمالي لجنوب إفريقيا بأسعار السوق المقدرة من قبل صندوق النقد الدولي:
| السنة | الناتج المحلي الإجمالي مليار دولار أمريكي | سعر صرف الدولار الأمريكي | البطالة | نصيب الفرد بالدولار الأمريكي |
| ----- | ----------------------------------------- | ------------------------ | ------- | ---------------------------- |
| 1980  | 80.547                                    | 0.8267 راند              | 9.2     | 2764                         |
| 1985  | 57.273                                    | 2.0052 راند              | 15.5    | 1736                         |
| 1990  | 111.998                                   | 2.5419 راند              | 16.0    | 3039                         |
| 1995  | 151.117                                   | 3.5486 راند              | 16.7    | 3684                         |
| 2000  | 132.964                                   | 6.1188 راند              | 25.6    | 2986                         |
| 2005  | 246.956                                   | 5.6497 راند              | 26.7    | 5267                         |
| 2010  | 363.655                                   | 7.462 راند               | 24.9    | 7274                         |
| 2015  | 510.937                                   | 15.52 راند               | 22.8    | 5744                         |

## القطاعات

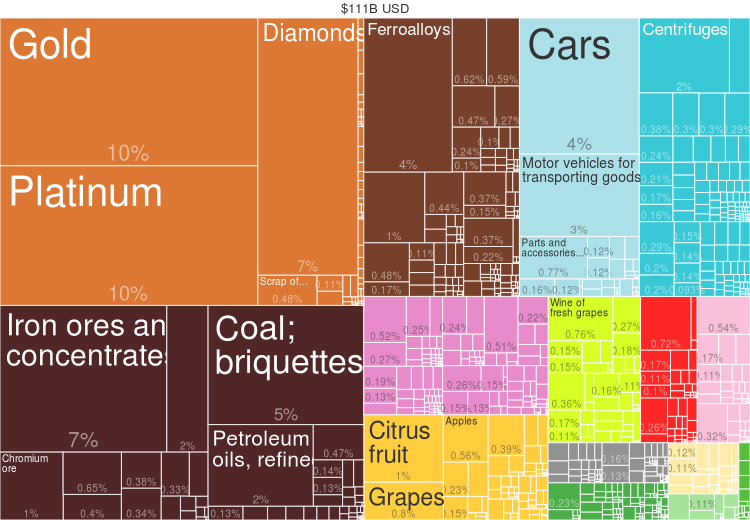
تمثيل نسبي لصادرات جنوب أفريقيا (2014) من أطلس هارفارد

لدى جنوب افريقيا إمكانيات زراعية، وتعدينية كبيرة. اقتصاد البلاد متنوع بشكل معقول مع القطاعات الاقتصادية الرئيسية بما في ذلك التعدين والزراعة ومصايد الأسماك وتصنيع المركبات وتجميعها وتجهيز الأغذية والملابس والمنسوجات والاتصالات والطاقة والخدمات المالية والتجارية والعقارات والسياحة والتصنيع وتكنولوجيا المعلومات والنقل وتجارة الجملة والتجزئة.

### الموارد الطبيعة
التعدين هو القطاع الرئيسي في الاقتصاد. بدأ التعدين مع اكتشاف الألماس على ضفاف نهر أورانج في عام 1867. جنوب أفريقيا هي إحدى الدول الرائدة في العالم في مجال التعدين ومعالجة المعادن. وعلى الرغم من انخفاض مساهمة التعدين في الناتج المحلي الإجمالي من 21٪ في عام 1970 إلى 6٪ في عام 2011، إلا أنه لا يزال يمثل ما يقرب من 60٪ من الصادرات.
في عام 2008، بلغت حصة جنوب إفريقيا المقدرة من إنتاج البلاتين العالمي 77 ٪ ؛ الكيانيت، 55٪ ؛ الكروم 45٪؛ البلاديوم 39٪ ؛ الفيرميكوليت، 39٪ ؛ الفاناديوم 38٪ ؛ الزركونيوم 30٪؛ المنغنيز 21٪؛ الروتيل ، 20٪ ؛ ألمنيت 19٪ ؛ ذهب 11٪؛ الفلورسبار، 6٪ ؛ ألومنيوم ، 2٪ ؛ الأنتيمون 2٪؛ خام الحديد ، 2٪ ؛ نيكل 2٪؛ و صخور الفوسفات ، 1٪. وتمثل جنوب إفريقيا أيضًا ما يقرب من 5 ٪ من إنتاج ألماس في العالم من حيث القيمة. وحصة البلاد المقدرة من الاحتياطيات العالمية من المعادن هي: البلاتين 89٪؛ الهافنيوم 46٪؛ الزركونيوم 27٪؛ الفاناديوم 23٪؛ المنغنيز 19٪؛ الروتيل 18٪؛ الفلورسبار، 18٪؛ ذهب 13٪؛ صخور الفوسفات 10٪؛ الإلمنيت 9٪ ؛ والنيكل 5٪. كما أنها ثالث أكبر مصدر للفحم في العالم.

### الزراعة

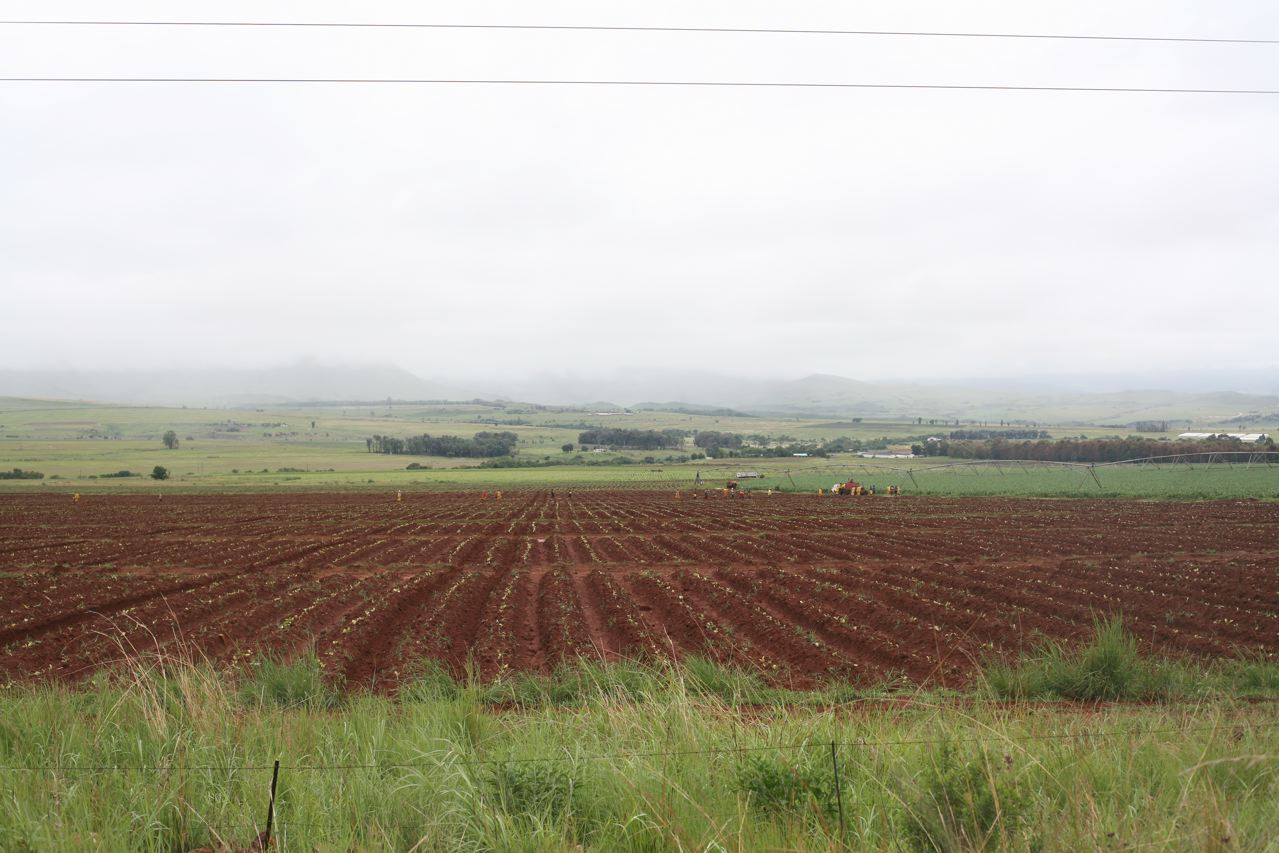
عمال يزرعون في مزرعة في منطقة وسط مبومالانجا

يعمل في الزراعة حوالي 5٪ من القوة العمالة، وهي نسبة منخفضة نسبيًا مقارنة بدول أخرى في أفريقيا، تساهم بحوالي 2.8٪ من الناتج المحلي الإجمالي للدولة. لا يزال القطاع يواجه عدة مشاكل، مع زيادة المنافسة الأجنبية والجريمة باعتبارهما من التحديات الرئيسية للصناعة.  كما شهد إنتاج الذرة، الذي يشكل 36٪ من إجمالي الأراضي المزوعة، انخفاضاً بسبب تغير المناخ.
وفقًا لـ قاعدة البيانات الإحصائية لمنظمة الأغذية والزراعة، تعد جنوب إفريقيا واحدة من أكبر منتجي: الهندباء (الرابعة)؛ الجريب فروت (الرابعة) ؛ الحبوب (الخامسة)؛ الذرة (السابعة)؛ بذور زيت الخروع (التاسعة)؛ الكمثرى (التاسعة)؛ السيزال (العاشرة). وفي الربع الأول من عام 2010، حقق القطاع الزراعي عائدات تصدير بقيمة 10.1 مليار راند واستخدمت 8.4 مليار راند  منه لدفع ثمن المنتجات الزراعية المستوردة، وبالتالي فقد ساهم بقيمة 1.7 مليار راند.
تشمل أهم الصادرات الزراعية لجنوب إفريقيا: الفاكهة والمكسرات، المشروبات، الأطعمة، التبغ، الحبوب، السكر، اللحوم، الشعير والنشا. وشكلت هذه المنتجات أكثر من 80٪ من عائدات الصادرات الزراعية في الربع الأول من عام 2010. ويتكون قطاع الألبان من حوالي 4300 من منتجي الألبان يوفرون فرص عمل لـ 60.000 عامل ويساهمون في سبل عيش حوالي 40.000 آخرين. يعتبر قطاع الأغذية الفرعي أكبر قطاع عمل في قطاع التصنيع الزراعي - حيث يساهم بنسبة 1.4٪ من إجمالي العمالة و 11.5٪ في قطاع التصنيع.  في عام 2006  مثل قطاع التصنيع الزراعي 24.7٪ من إجمالي الإنتاج الصناعي.
أنتجت جنوب إفريقيا في عام 2018،
- 19.3 مليون طن من قصب السكر (14 أكبر منتج في العالم)،
- 12.5 مليون طن من الذرة (ثاني أكبر منتج في العالم)
- 1.9 مليون طن من العنب (11 أكبر منتج في العالم)،
- 1.7 مليون طن من البرتقال (11 أكبر منتج في العالم)
- 397 ألف طن من الكمثرى (سابع أكبر منتج في العالم)
- 2.4 مليون طن من البطاطس،
- 1.8 مليون طن من القمح
- 1.5 مليون طن من الصويا
- 862 ألف طن من بذور عباد الشمس،
- 829 ألف طن تفاح
- 726 ألف طن من.البصل
- 537 ألف طن من الطماطم،
- 474000 طن من الليمون،
- 445000 طن من الجريب فروت،
- 444000 طن من الموز و
- 421 ألف طن من الشعير،
- بالإضافة إلى إنتاج أقل من المنتجات الزراعية الأخرى، مثل الأفوكادو، الأناناس، الخوخ.[44]

### السياحة
تعد جنوب أفريقيا وجهة سياحية شهيرة، حيث يزورها حوالي 860.000 زائر شهريًا (مارس 2008) منهم حوالي 210.000 من خارج القارة الإفريقية. في عام 2012، استقبلت جنوب إفريقيا 9.2 مليون سائح دولي. وفي أغسطس 2017، استقبلت 3.5 مليون سائح. وفقًا لمجلس السفر والسياحة العالمي، ساهمت السياحة بقيمة 102 مليار راند جنوب إفريقي في الناتج المحلي الإجمالي لجنوب إفريقيا في عام 2012. من بين عوامل الجذب الرئيسية هي المناظر الطبيعية المتنوعة ومحميات الصيد.

### التصنيع
مساهمة الصناعة في الاقتصاد صغيرة نسبيًا، حيث توفر فقط 13.3٪ من الوظائف و 15٪ من الناتج المحلي الإجمالي. ومع ذلك، فإن القطاع متنامي، ولكن تكلفة النقل والاتصالات والمعيشة العامة تصعب من نمو القطاع.
تمثل صناعة السيارات في جنوب إفريقيا حوالي 10٪ من صادرات التصنيع ، وتساهم بنسبة 7.5 ٪ في الناتج المحلي الإجمالي للبلاد وتوظف حوالي 36000 شخص. وبلغ الإنتاج السنوي في عام 2007 535000 سيارة، من إجمالي الإنتاج العالمي البالغ 73 مليون سيارة في نفس العام. وكانت صادرات السيارات 170000 سيارة في عام 2007، صدرت بشكل رئيسي إلى اليابان (حوالي 29٪ من قيمة إجمالي الصادرات)، أستراليا (20٪)، المملكة المتحدة (12٪) والولايات المتحدة (11٪). كما صدرت جنوب إفريقيا ما قيمته 30.3 مليار راند جنوب أفريقي من مكونات السيارات في عام 2006.
تمتلك كل من بي إم دبليو وفورد وفولكس فاجن ودايملر وجنرال موتورز ونيسان موتورز وتويوتا مصانع إنتاج في جنوب إفريقيا. ويوجد حوالي 200 مصنع لمكونات السيارات في جنوب إفريقيا ، وأكثر من 150 شركة أخرى تزود الصناعة على أساس غير حصري. وتتركز هذه الصناعة في محافظتي كيب الشرقية وخاوتينغ. ويمكن للشركات المنتجة في جنوب إفريقيا الاستفادة من انخفاض تكاليف الإنتاج والوصول إلى أسواق الاتحاد الأوروبي ودول الاتحاد الجمركي لإفريقيا الجنوبية.
وبعد انخفاض حاد بنسبة 10.4 ٪ في عام 2009، كان أداء قطاع التصنيع جيدًا في عام 2010، حيث نما بنسبة 5 ٪ . لا يزال أداء هذا القطاع مقيدًا بسبب انخفاض الطلب في أسواق التصدير الرئيسية لجنوب إفريقيا في العالم المتقدم.

## النمو الاقتصادي والبنك الدولي
مع تدشين مبادرة تعجيل خطى النمو المشترك لجنوب إفريقيا (ASGISA)، تسعى الحكومة إلى مواجهة معظم هذه التحديات الملحة عبر تنفيذ عدد من البرامج التي تؤكد على أهمية تنمية المهارات، والإصلاح الزراعي، وإنعاش قطاع الزراعة. وتعمل مجموعة البنك الدولي على مساندة أولويات التنمية المحددة من قبل جنوب أفريقيا وتدعيم انتشار الآثار الإيجابية لنموها وامتدادها في كافة أرجاء المنطقة

## القوى العاملة
اعتمدت القوى العاملة في البلاد على مجموعات السكان، حيث كان يعمل البيض في الأعمال عالية الأجر، ويحتفظون بالأعمال الحرفية التي تتطلب مهارة عالية، والأعمال الإدارية والتنفيذية والمهنية والفنية. أما غير البيض فكانوا يعملون في الأعمال ذات الأجور المتدنية التي لا تتطلب مهارات خاصة. وكان السود يحصلون على أقل الأجور ويعملون في الأعمال اليدوية، والصناعة والتعدين والزراعة.
وظل غير البيض محرومين من الوظائف عالية الأجر بقوة القوانين العنصرية التي تحرمهم كذلك من فرص التعليم المتساوية. وقد أُلغيت هذه القوانين عام 1985م. وبسبب تطبيق القوانين العنصرية ظلت البلاد تعاني من نقص الأيدي العاملة المدربة. وفي تسعينيات القرن العشرين صدرت قوانين تحاول معالجة هذا الخلل في ميزان القوى العاملة بإعطاء فرص أكبر للسود.

## التجارة الخارجية
تتم معظم العمليات التجارية مع ألمانيا، واليابان، وسويسرا، وبريطانيا، والولايات المتحدة وبعض الدول الإفريقية. ومن أبرز الصادرات: الذهب، والماس، والمعادن، والصوف، والذرة الشامية، والسكر، والفواكه. وتشكل الالآت ومعدات النقل نصف حجم الواردات. والواردات الأخرى تشمل المواد الكيميائية والبضائع المصنعة والنفط.

## إحصائيات
تقييم مؤشر التنمية البشرية:
121st (2007) 120th (2005), 119th (2004), 111 (2003), 101st (1999), 95 (1995)
معدل نمو الإنتاج الصناعي:
5% (2004 est.), 7% (2001 est.)
الكهرباء:
- production: 221.9 كيلوواط ساعي (2004), 213.4 TWh (2003), 206.0 TWh (2002), 196.0 TWh (2001), 195.6 TWh (2000)
- consumption: 204.26 TWh (2004)
- exports: 12.45 TWh (2004), 10.14 TWh (2003), 6.95 TWh (2002), 6.52 TWh (2001), 4.01 TWh (2000)
- imports: 8.03 TWh (2004), 6.74 TWh (2003), 7.87 TWh (2002), 7.25 TWh (2001), 4.72 TWh (2000)

الكهرباء - حسب مصدر الإنتاج:
- الوقود الحفري: 93.5%
- الكهرومائية: 1.1%
- النووي: 5.5%
- أخرى: 0% (2001)

إجمالي استهلاك الطاقة حسب النوع:
- فحم حجري: 75.4%
- زيت: 20.1%
- مفاعل نووي: 2.8%
- غاز طبيعي 1.6%
- طاقة كهرمائية: 0.1%
- other: 0% (2004)

زراعة - منتجات:
ذرة (نبات)، قمح، قصب السكر، ثمرةs, خضارs; لحم بقر، دواجن، الحمل والضأن، صوف، منتجات الألبان، زيت عطريs;
صادرات - سلع:
ذهب، ألماسs, other فلزs و معدنs, machinery and equipment
واردات - سلع:
machinery, foodstuffs and equipment, chemicals, نفط products, scientific instruments
دين - خارجي: 25.9 بليون دولار أمريكي(2004 est.)
احتياطي النقد الأجنبي: $17.618 بليون (نوفمبر 2005) $14.943 بليون (يناير 2005), $6.5 بليون(أكتوبر 2003)
أسعار الصرف:
الراند قياسا بالدولار الأمريكي (معدل متوسط الإنتربنك- معدل أحدث المتوسطات حسب الشهور المتاحة) 

6.16 (2006), 6.38 (2005), 6.46 (2004), 7.57 (2003) 

10.5 (2002), 8.61 (2001), 6.94 (2000), 6.11 (1999) 

5.53 (1998), 4.61 (1997), 4.30 (1996), 3.63 (1995) 

3.55 (1994), 3.26 (1993), 2.85 (1992), 2.76 (1991) 

2.58 (1990)
أضعف مستوى تاريخي: $1 = R13.85 (21 ديسمبر 2001)

أوقى مستوى تاريخي: R1 = $1.49 (5 يونيو 1973)
Historical annual growth in real GDP at 2005 market prices 

4.5% (2004), 3.0% (2003), 3.7% (2002), 2.7% (2001) 

4.2% (2000), 2.4% (1999), 0.5% (1998)
Average annual real GDP growth rate (1996-2004):  3.1% 

ملاحظة: GDP data drawn from official StatsSA revised statistics as released in Q3 2005 

## وصلات خارجية
- اقتصاد جنوب إفريقيا على مشروع الدليل المفتوح
- CIA World Factbook: Somalia
- MBendi South Africa overview
- Oanda - Historical Exchange Rate Data (1990 onwards)
- SDDSAppl.nsf/sddsdata?openagent South African Reserve Bank - Economic and Financial Data
- Statistics South Africa - Official Government Statistics
- US Federal Reserve - Historical Exchange Rate Data (1971 - 1989) vs Dollar)
- South Africa Economy Overview from the Global Investor's Perspective by Nicholas Vardy, September 2006